# Diabesitat
La diabesitat és un problema salut en què es combinen l'obesitat, la diabetis mellitus tipus 2 i les complicacions pròpies de les dues malalties.
La diabetis i l'obesitat són dues malalties cròniques que estan molt interrelacionades, i que s'estan estenent arreu del món. El sobrepès o l'obesitat, és el principal factor de risc perquè un pacient desenvolupi una diabetis mellitus tipus 2. Per tal d'evitar aquestes malalties els experts aconsellen mantenir un pes adequat, portar un estil de vida saludable, amb activitat física regular adequada a les circumstàncies individuals de cada persona, incloent-hi exercicis de força, i una alimentació sana per evitar els perills de la diabesitat. Els estudis i investigacions han demostrat que els patrons de dieta a base de vegetals com són la dieta mediterrània i també la vegetariana, la dieta DASH i la dieta baixa en carbohidrats controlen molt millor aquests factors de risc cardiovascular. Estudis científics destacats han mostrat la prevalencia de la diabesidad en la població laboral espanyola, i també la influència de variables sociodemogràfiques i el consum de tabac.
Des de diversos àmbits mèdics s'ha considerat a la diabesitat com la nova epidèmia de la societat i una amenaça per a la salut mundial.

## Història
El terme diabesitat va ser introduït pel doctor Ethan Allen Sims el 1973. Els resultats de l'estudi publicat per Sims suggerien que una sobrealimentació forçada en homes joves sense antecedents familiars de diabetis, induïa símptomes similars als de la malaltia. Concretament, aquest consum excessiu pot provocar un augment de producció d'insulina, i un augment de triglicèrids i glucosa en plasma, que finalment evoluciona en un deteriorament de la tolerància a la glucosa. Els glucocorticoides també són un factor clau en l'obesitat genètica i estretament relacionats amb la resistència a la insulina i la tolerància compromesa a la glucosa, el que es coneix com a diabetis induïda per esteroides.
Posteriorment, es va trobar que un excés de greix al voltant de l'abdomen, conegut com a teixit adipós visceral, augmenta el risc de diabetis mellitus de tipus 2. Aquesta acumulació de teixit adipós blanc està relacionada amb un augment de la resistència a la insulina, mentre que el greix subcutani abdominal no.
L'enzim cortisona reductasa (11β-HSD-1) converteix cortisona inactiva a cortisol, un glucocorticoide molt potent. L'exposició continuada al cortisol causa obesitat idiopàtica, hipertensió, dislipèmia i resistència a la insulina, com es veu a la síndrome de Cushing. Arran d'això, a finals dels 90 es van començar a desenvolupar tiazolidinediones (TDZ) com a tractament, una família de compostos que milloren la sensibilitat a la insulina als adipòcits, en actuar de lligand d'un receptor nuclear abundant en aquestes cèl·lules anomenat receptor-ϒ activat per proliferador de peroxisomes (PPAR-ϒ). Les proves van mostrar una alta correlació entre la unió de TZD/PPAR-ϒ i la baixada de glucosa in vivo, i van portar al descobriment d'una proteïna regulada per TDZ, la resistina.